# Платинагерманий
Пла̀тинагерма́ний — бинарное неорганическое соединение, интерметаллид
платины и германия
с формулой GePt,
кристаллы.

## Получение
- Сплавление стехиометрических количеств чистых веществ:

{\displaystyle {\mathsf {Pt+Ge\ {\xrightarrow {1075^{o}C}}\ GePt}}}

## Физические свойства
Платинагерманий образует кристаллы ромбической сингонии, пространственная группа P nma, параметры ячейки a = 0,5719 нм, b = 0,3697 нм, c = 0,6087 нм, Z = 4,
структура типа фосфида марганца MnP
.
Соединение конгруэнтно плавится при температуре 1075 °C 
(1070°C ).